# Jimmy Collins (giocatore di baseball)
James Joseph Collins (Buffalo, 16 gennaio 1870 – Buffalo, 6 marzo 1943) è stato un giocatore di baseball e allenatore di baseball statunitense nella Major League Baseball (MLB). È stato introdotto nella National Baseball Hall of Fame nel 1945.

## Carriera
Collins giocò per 14 stagioni nella Major League Baseball, mettendosi in luce soprattutto in difesa, venendo considerato un pioniere delle giocate difensive nel ruolo di terza base. Al 2015, è classificato al secondo posto di tutti i tempi per putout da parte di una terza base, dietro a Brooks Robinson. In battuta concluse la carriera con 65 fuoricampo, 1.055 punti, 983 punti battuti a casa e una media di .294. Collins fu anche il primo manager dei Boston Red Sox, quando erano noti come Boston Americans, conducendo la squadra a conquistare le sue prime World Series, quando batterono i Pittsburgh Pirates per cinque gare a tre nel 1903.

## Palmarès

### Club
- World Series: 1

Boston Americans: 1903 (come giocatore e allenatore)

### Individuale
- Leader della National League in fuoricampo: 1

1898